# Dotsiko
Dotsiko (griechisch Δοτσικό [ðɔtsiˈkɔ] (n. sg.)) ist ein Dorf der Gemeinde Grevena in der griechischen Region Westmakedonien.

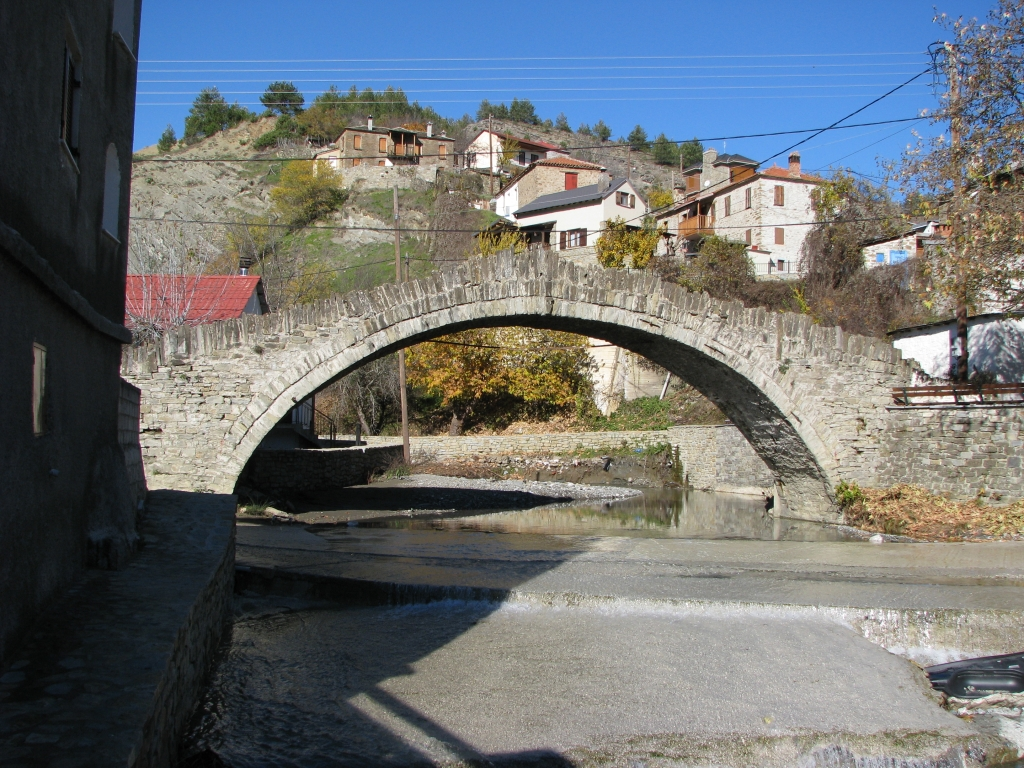
Alte Brücke im Ortskern von Dotsiko

Die gebirgige Ortschaft liegt etwa 30 Kilometer westlich Grevenas auf einer Höhe von 1060 m an der Ostseite des 1799 m hohen Berges Skourtza (griech. Σκούρτζα) im Pindosgebirge. Bei der Volkszählung von 2001 hatte Dotsiko eine Bevölkerung von 187 Einwohnern.
Bis zur Verwaltungsreform von 2010 bildete der Ort gleichzeitig die Landgemeinde Dotsiko (Κοινότητα Δοτσικού) in der Präfektur Grevena, seitdem hat er den Status eines Gemeindebezirk (Δημοτική Ενότητα) der Gemeinde Grevena.

## Trivia
Teile des Films Der große Alexander (Ο Μεγαλέξανδρος) des griechischen Regisseurs Theo Angelopoulos wurden in Dotsiko gedreht.